# نقطه بدون بازگشت (فیلم ۱۹۹۱)
نقطه بدون بازگشت (چینی سنتی: 一觸即發) که با نام موقعیت خطرناک (به انگلیسی: Touch and Go) نیز شناخته می‌شود یک فیلم اکشن مهیج هنگ کنگی به کارگردانی رینگو لام و با بازی سامو هونگ است که در سال ۱۹۹۱ منتشر شد.